# Eduard Müller (Philologe)
Eduard Müller (* 12. November 1804 in Brieg (Schlesien); † 30. November 1875 in Liegnitz) war ein deutscher Lehrer und Philologe. Er war Bruder des protestantischen Theologen Julius Müller (1801–1878) und des klassischen Philologen Karl Otfried Müller (1797–1840). Seine Eltern waren der Pastor Karl Daniel Müller und dessen Ehefrau Juliane.

## Leben
Nachdem er das Gymnasium besucht hatte, ging er 1821 an die Universität Breslau, um unter David Schulz (1779–1854) und Daniel Georg Konrad von Cölln (1788–1833) Theologie, unter Franz Passow und Schneider Philologie zu studieren. In nähere Beziehung trat er auch zu Henrik Steffens (1773–1845), mit dem er noch später in Briefwechsel stand. Ostern 1823 ging er nach Göttingen, wo neben seinem sechs Jahre älteren Bruder Karl, Dissen (1784–1834) und der Philosoph Krause einen nachhaltigen Einfluss auf ihn ausübten. In die schlesische Heimat zurückgekehrt, promovierte er im August 1826 mit der Abhandlung Euripides deorum popularium contemtor. Im Herbst folgte er einem Ruf an das Gymnasium in Ratibor. Schon im Januar 1828 wurde er zum zweiten Oberlehrer, vier Jahre darauf zum Prorektor befördert. 1841 ging es in gleicher Eigenschaft an das Gymnasium zu Liegnitz, wo er 1846 den Titel „Professor“ erhielt. Als 1849 in Berlin über die Reformen im höheren Schulwesen beraten wurde, nahm er als gewählter Vertreter der schlesischen Gymnasiallehrer teil. Vier Jahre später wurde er zum Direktor ernannt, dieses Amt bekleidete er die nächsten vierzehn Jahre.
Nachdem er Ostern 1867 in den Ruhestand getreten war, widmete er den Rest seiner Tage den nie unterbrochenen philologisch-ästhetischen Studien.

## Werk
Müller war ein sehr vielseitig gebildeter Mann und hat viel geschrieben, von seinen zahlreichen Programmabhandlungen seien hervorgehoben: 
- Ueber das Nachahmende in der Kunst nach Aristoteles, 1834
- Die Idee der Aesthetik ihrem historischen Ursprunge nach dargestellt, 1842
- Ueber Sophokleische Naturanschauung, 1842
- Das christliche Kunstprincip seinem geschichtlichen Ursprunge nach, 1856
- Ueber Apollonius von Tyana, 1861

Sein Hauptwerk aber ist die „Geschichte der Theorie der Kunst bei den Alten“ in zwei Bänden. Breslau 1834 und 1837. Daneben veröffentlichte er auch eine Neuauflage der Griechischen Literaturgeschichte seines Bruders Otfried, (2 Bände, Breslau 1857).
Beiträge aus seiner Feder erschienen auch in Zimmermann’s Beiträge für Alterthumswissenschaft, Schall’s und Holtei’s deutsche Blätter, in der Bücherschau der Breslauer Zeitung und in den Jahn’schen Jahrbüchern für Philologie und Pädagogik, darin insbesondere die größeren Abhandlungen Aristoteles und das deutsche Drama und Parallelen zu den messianischen Weissagungen und Typen des A. T. aus dem hellenischen Alterthum.
Aus seinem Nachlass gab Kraffert Der Geniencultus der alten Perser (Ausland 1876) und Die Idee der Menschheit im hellenischen Alterthum (im 9. Supplementband der Jahn’schen Jahrbücher) heraus.
Auch als Dichter hat er sich versucht, 1853 erschien von ihm: Simson und Delilah, eine Tragödie in 5 Acten.